# Kirejewa (przystanek kolejowy)
Kirejewa (biał. Кірэева, ros. Киреево) – przystanek kolejowy w miejscowości Koscina, w rejonie dubrowieńskim, w obwodzie witebskim, na Białorusi. Leży na linii Moskwa - Mińsk - Brześć. Nazwa pochodzi od pobliskiej wsi Kirajowa (ros. Киреёво).